# ヒューゴ・シュマイザー
ヒューゴ･シュマイザー（Hugo Schmeisser, 1884年9月24日 - 1953年9月12日）は、ドイツの有名な銃技師。ヒューゴ・シュマイザーは英語読みで、ドイツ語読みではフーゴ・シュマイサーとなる。
ドイツ国内における機関銃の開発に多大な影響を与え、のちに「短機関銃の父」とまで言われた20世紀を代表する銃開発者の一人である。

## ヒューゴ・シュマイザーの登場
ヒューゴ・シュマイザーはドイツの都市ズールで生まれた。ズールは昔から武器製造で栄えた都市で兵器製造企業や銃技師が多く集まった。ヒューゴの父であるルイス・シュマイザー (1848 - 1917) も当時、ヨーロッパの中でも最も有名な銃技師の一人だった。ルイスはこのとき兵器会社であるベルクマン社に勤めておりヒューゴもそのころから父ルイスの銃の製造および設計などを手伝うようになった。20世紀に入りズールでは武器製造が盛んになった。その背景には当時帝政ドイツは戦争に突入しようとしており、歩兵用の火器や大砲が大量に必要だったのである。

## 第一次世界大戦勃発
第一次世界大戦に先立ってヒューゴ・シュマイザーはベルグマン社に正式に入社、ベルグマンに所属する先輩技師から銃技師としての修行を受けることになる。この時ベルグマン社では一般の拳銃弾（7.63mmと9mm）を使用した短機関銃の研究が盛んに行われており、機関銃技術において彼の専門知識が役に立った。
第一次世界大戦勃発後、西部戦線は膠着状態に陥り二年が経過しようとしていた。当時の歩兵の近接戦闘用武器は当時銃剣が主であり、前線を突破しようと考えていたドイツ軍は銃剣では前線突破は不可能で損害が増えるだけだった。その頃ヒューゴ・シュマイザーは1917年から1918年にかけて社長であるテオドール･ベルグマン、父ルイス・シュマイザー及びオットー･ブラウスベッターらベルグマンの研究チームとともに射程が200mある短機関銃の試作品を開発した。これが後のMP18である。軽く取り回しがいいこの銃はすぐにドイツ軍部に採用され生産に入った。そして使用法など陸軍内で訓練がはじまった。1918年3月に入り、ドイツ軍は大攻勢を開始、前線の突破に成功する。MP18も前線に投入され本銃と手榴弾を使用した浸透戦術は着実に前線を進めていった。しかし戦線から60km突出したところでドイツ軍の進撃は頓挫、連合軍による反撃にあいドイツ軍は敗退する。この攻勢の失敗により帝政ドイツは敗北するのである。

## 第一次大戦終結とその後
第一次世界大戦で敗戦国となったドイツは1919年に締結したヴェルサイユ条約により国内での武器・兵器開発の禁止、兵器の輸出入の禁止などが定められた。そのため軍の兵器の生産は外国の武器メーカーからライセンス生産するようになった。大戦後、ルイス・シュマイザーは30年間勤めていたベルグマン社を引退した。だが息子のヒューゴ・シュマイザーはその後も弟のハンスと共に武器開発の仕事を続けることを決め、ズールに新たに会社を設立した。しかし敗戦により多額の賠償金に苦しむドイツ国内で仕事などほとんどあるはずが無かった。そこでヒューゴは条約を無視し、禁止されていた武器の開発を密かに続けた。またこのとき、同じくズールにあった武器製造企業のハーネル社と業務提携を開始、以来この提携は20年間続いた。その一方ヒューゴは彼の製造した武器の特許を守るために1922年夏に、「シュマイザー兄弟社」という名前で第2の会社を設立した。これは最初に設立した会社「Auhammer社」が仮に倒産しても彼の製品特許は第二の会社に委託され、特許の喪失を防ぐ作戦だった。また両社の破産を防ぐため、ハーネル社により一層の連携を取るためAuhammer社は合併を行った。合併に成功したヒューゴ・シュマイザーはこの合併会社の大株主になった（名目上はハーネル社の社員として）。
1928年に入り、ヒューゴ・シュマイサーはMP28を開発した。やっと完成した試作銃をヒューゴは早速、軍に売り込みをかけた。しかし出始めてまもない会社では軍部を納得させることができず失敗、そのため軍ではなくドイツの警察によって使われることとなった。その後MP28は南アフリカ、中国、スペインと日本など多数の国々に輸出された。

## ナチスドイツ政権設立、そして第二次世界大戦へ
1933年、ドイツ国内ではアドルフ・ヒトラーの率いるナチス・ドイツがやがて政治に影響を与え始めた。ズール (de) と近郊の都市ツェラ・メーリス (de) にある10社の兵器製造会社はズール＝ツェラ・メーリス兵器製造会社連合 (de) という名称で合併、軍のニーズに生産対応するようになった。
この合併ではヒューゴ・シュマイザーは空軍元帥ヘルマン・ゲーリングの代理人であったエルンスト・ウーデット (1896 - 1941) 空軍中佐との間でビジネス面で非常に親しくなった。このことからヒューゴは軍による兵器の生産や受注の調整役となり、1935年以後になるとハーネル社は次々に質の良い武器を開発した。また多くの兵器エンジニアと技術においてシュマイザー兄弟社は特許権の使用料を強め、会社の資本金の管理をおこなった。その間もヒューゴ・シュマイザーはいままで生産した武器を絶えず改造していき、MP28の発展型であるMP34とMP36を開発した。のちにエルマ・ベルケ社の銃技師、ハインリッヒ・フォルマーはヒューゴ・シュマイザーが設計したMP36の設計図に修正を加えのちにドイツ軍の代表的な短機関銃となったMP40を開発した。しかしこの事に怒ったシュマイザーは大戦中にも限らずエルマ・ベルケ社をMP36の特許侵害として訴訟を起こしている。エルマMP38とMP40は大戦中120万作られた。また製造過程の簡略化などから製造スピードは驚くべきものであった。そのためMP38とMP40は世界的に有名となり、雑誌などで国際的に知られるようになった。
その後ヒューゴ・シュマイザーは1942年にMKb42 (H) (MP43/44, StG44) を開発した。

## 第二次世界大戦終結、そしてソビエトへ
1945年4月3日、アメリカ軍はズールの占領を開始した。その間ドイツ国内では武器・兵器の製造は完全に禁止された。ヒューゴ・シュマイザーと彼の弟ハンスは、アメリカ・イギリス情報機関の武器研究チームにより拘束され、いままで生産してきた武器・兵器について数週間尋問をうけた。そして 1945年6月の末に、アメリカ軍はズールの都市から一切の兵器製造企業をとりのぞいた。
1か月後、ズールに進駐してきたソビエト赤軍は地域の整備をはじめた。そしてソビエト軍は自国の武器開発を進めるために一般人による兵器製造計画を始め、1945年8月までに赤軍はそれまでにドイツで製造されていたMP40やStG44を組み立て、研究を開始、その時に10785枚に至る銃器設計図を研究の一部として没収している。1945年10月に、ヒューゴ・シュマイザーは赤軍に拘束され、ソビエト軍の新しい武器開発を続けるように命じられた。
自身をソビエト赤軍に印象づけたシュマイザーは後に他のドイツ人銃技師とともにソ連国内に配置が命令された。1946年10月24日に、ヒューゴ・シュマイザー他ドイツの銃専門家は、南ウラル山脈のイジェフスクに配置された。そこでシュマイザーはソビエト軍の武器開発をはじめのちのAKライフルなどに負けない銃器を開発していった。
ヒューゴ・シュマイザーは1946年から1952年にかけてイジェフスクでの研究を行い、他の銃技師がドイツに帰る中、彼は最後まで研究を続けさせられた。そして1952年6月9日にようやくズールに帰ることができ、1953年12月9日に彼は肺炎のため亡くなった。彼の遺体はズールの墓地に埋葬されている。
ヒューゴ・シュマイザーは20世紀を通して国際的に知られる銃技師だった。だが当時のドイツ国内においてはあまり知られていない。彼の死後、ドイツにおける最も重要な技術的なデザイナーのうちの1人と認められ、没日にはズールで記念式典が現在でも行われている。